# Communauté de communes du Pays des Écrins
La communauté de communes du Pays des Écrins est une communauté de communes française, située dans le département des Hautes-Alpes en région Provence-Alpes-Côte d'Azur.

## Historique
Depuis octobre 2008, la commune de Pelvoux et la communauté de communes du Pays des Écrins portent la candidature des Alpes du Sud pour l'organisation des Jeux olympiques d'hiver de 2018. Cette candidature, nommée Pelvoux Écrins 2018, est soutenue par la région Provence-Alpes-Côte d'Azur, mais le projet Annecy 2018 est la ville sélectionnée par le comité olympique français en 2009 pour représenter la candidature française. La ville hôte de ces Jeux a été désignée en 2011.
La loi no 2015-991 du 7 août 2015 portant nouvelle organisation territoriale de la République, dite « loi NOTRe », impose aux intercommunalités d'atteindre un seuil de 15 000 habitants, avec des dérogations, sans pour autant descendre en dessous de 5 000 habitants. Le département des Hautes-Alpes étant classé en zone de montagne, c'est ce dernier chiffre qui est retenu. Le schéma départemental de coopération intercommunale des Hautes-Alpes prévoit de maintenir la communauté de communes en l'état. Aucun changement n'est prévu après consultation de la commission départementale de coopération intercommunale du 17 mars 2016.

## Territoire communautaire

### Géographie
La communauté de communes du Pays des Écrins est située au nord-est du département des Hautes-Alpes, à proximité ou au cœur, selon les lieux, du parc national des Écrins. Elle se situe dans l'arrondissement de Briançon et est rattachée au Pays du Grand Briançonnais ainsi qu'au bassin de vie de L'Argentière-la-Bessée.
Elle compte par ailleurs, plus de résidences secondaires que de résidences principales : en 2012, 60,1 % (soit 5 198 logements sur 8 647) sont des résidences secondaires.
Le territoire communautaire est traversé par la route nationale 94, axe reliant Gap à Briançon, et bénéficie d'une desserte ferroviaire, avec une gare dans la commune siège.

### Composition
La communauté de communes est composée des 8 communes suivantes :

| Nom                            | Code Insee | Gentilé                         | Superficie (km2) | Population (dernière pop. légale) | Densité (hab./km2) |
| ------------------------------ | ---------- | ------------------------------- | ---------------- | --------------------------------- | ------------------ |
| L'Argentière-la-Bessée (siège) | 05006      | Argentiérois                    | 64,55            | 2 278 (2022)                      | 35                 |
| Champcella                     | 05031      | Champcellouires                 | 30,25            | 179 (2022)                        | 5,9                |
| Freissinières                  | 05058      | Freissiniérois                  | 88,21            | 189 (2022)                        | 2,1                |
| Puy-Saint-Vincent              | 05110      | Traversouilles ou Traversouires | 22,98            | 270 (2022)                        | 12                 |
| La Roche-de-Rame               | 05122      | Rochonais                       | 40,53            | 896 (2022)                        | 22                 |
| Saint-Martin-de-Queyrières     | 05151      |                                 | 55,52            | 1 122 (2022)                      | 20                 |
| Vallouise-Pelvoux              | 05101      |                                 | 144,81           | 1 133 (2022)                      | 7,8                |
| Les Vigneaux                   | 05180      | Vignolains                      | 15,99            | 515 (2022)                        | 32                 |

### Démographie
| 1968  | 1975  | 1982  | 1990  | 1999  | 2008  | 2013  | 2014  |
| ----- | ----- | ----- | ----- | ----- | ----- | ----- | ----- |
| 4 946 | 5 012 | 5 468 | 5 462 | 5 912 | 6 567 | 6 637 | 6 682 |

## Administration

### Siège
Le siège de la communauté de communes est situé à L'Argentière-la-Bessée.
404 Avenue Charles de Gaulle, 05120 L'Argentière-la-Bessée

### Les élus
La communauté de communes est gérée par un conseil communautaire composé de 26 membres représentant chacune des communes membres et élus pour une durée de six ans.
Ils sont répartis comme suit :
| Nombre de délégués        | Communes                                 |
| ------------------------- | ---------------------------------------- |
| 6                         | L'Argentière-la-Bessée                   |
| 4                         | Saint-Martin-de-Queyrières               |
| 3                         | La Roche-de-Rame, Vallouise              |
| 2                         | Pelvoux, Puy-Saint-Vincent, Les Vigneaux |
| 1 titulaire + 1 suppléant | Champcella, Freissinières                |

À l'issue des élections municipales de mars 2020, le conseil communautaire sera composé de 25 membres, dont la répartition est la suivante :
| Nombre de délégués        | Communes                                      |
| ------------------------- | --------------------------------------------- |
| 8                         | L'Argentière-la-Bessée                        |
| 4                         | Saint-Martin-de-Queyrières, Vallouise-Pelvoux |
| 3                         | La Roche-de-Rame                              |
| 2                         | Puy-Saint-Vincent, Les Vigneaux               |
| 1 titulaire + 1 suppléant | Champcella, Freissinières                     |

### Présidence
Cyrille Drujon d'Astros (maire de Freissinières), est élu en 2008 ; il succède à Piere Chamagne, ancien maire de Pelvoux.
Le 17 avril 2014, le conseil communautaire a réélu son président, et désigné six vice-présidents : Jean Conreaux, Jean-Robert Richard, Joël Giraud, Michel Cheylan, Martin Faure et Francis Chaud.

### Compétences
L'intercommunalité exerce des compétences qui lui sont déléguées par les communes membres. Elle exerce deux compétences obligatoires et quatre compétences facultatives.
Les deux compétences obligatoires sont :
- le développement économique : création, aménagement, entretien et gestion de zones d'activité industrielle, commerciale, tertiaire, artisanale ou touristique ; actions de développement économique ;
- l'aménagement de l'espace : schémas de cohérence territoriale et de secteur ; transports scolaires ; organisation des transports non urbains.

Les quatre compétences facultatives sont :
- protection et mise en valeur de l'environnement : collecte et traitement des déchets ménagers et assimilés ; assainissement collectif ;
- politique du logement et du cadre de vie ;
- construction, entretien et fonctionnement d'équipements ;
- création, aménagement et entretien de la voirie.

### Régime fiscal et budget
La communauté de communes applique la fiscalité additionnelle, comme la majorité des communautés de communes du département.
En 2015, le budget s'élevait à 16,2 millions d'euros, dont 11,6 millions en fonctionnement et 4,6 millions en investissement.
Les taux des taxes d'imposition sont les suivants : taxe d'habitation 8,23 %, taxe foncière sur les propriétés bâties 9,20 %, taxe foncière sur les propriétés non bâties 62,50 %, cotisation foncière des entreprises 12,63 %.